# Task Force 121

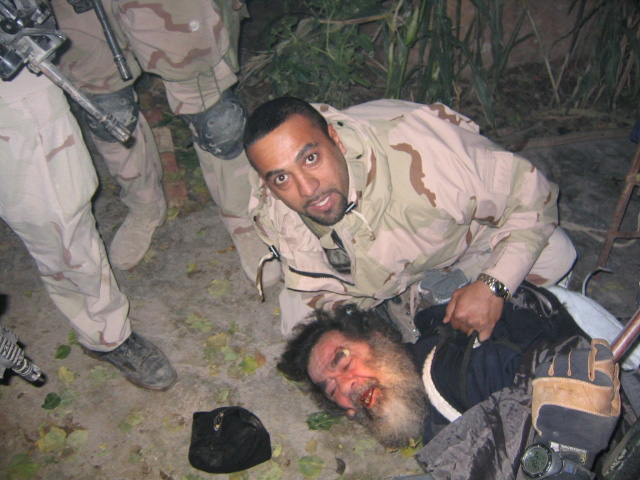
Samir, 34 ans, Américain d'origine irakienne, plaquant au sol le dirigeant irakien déchu Saddam Hussein lors de sa capture à Tikrit, le samedi 13 décembre 2003. Samir était le traducteur des forces spéciales américaines de la Task Force 121. Samir a ensuite rencontré le président américain Bush et l'a remercié d'avoir libéré l'Irak.

Task Force 121 est le nom donné à la force opérationnelle des forces armées des États-Unis formée dans les années 2000 pour traquer Oussama ben Laden, les dirigeants des talibans et des responsables du gouvernement Irakien de Saddam Hussein. Cette unité regroupe des membres de plusieurs forces spéciales.